# Nanos peyrierasi
Nanos peyrierasi là một loài bọ cánh cứng trong họ Bọ hung (Scarabaeidae).